# خوان أغيلار (لاعب كرة قدم)
خوان أغيلار (بالإسبانية: Juan Aguilar)‏ (24 يونيو 1989 بباراغواي - ) هو مدرب كرة قدم ولاعب كرة قدم باراغواياني في مركز الوسط. لعب مع نادي بيلينزونا ونادي يوبين ونادي غواراني (نادي كرة قدم).

## وصلات خارجية
- خوان أغيلار على موقع قاعدة بيانات كرة القدم.إي يو (الإنجليزية)
- خوان أغيلار على موقع Soccerway.com (الإنجليزية)
- خوان أغيلار على موقع عالم كرة القدم.نت (الإنجليزية)
- خوان أغيلار على موقع AS.com (الإسبانية)